# Aeroportul Kerki
Aeroportul Kerki (în turkmenă Kerki halkara howa menzili) (IATA: KEA, ICAO: UTAE) este un aeroport din Turkmenistan ce deservește zona Atamyrat⁠(d). A fost deschis în 1946 și numit după zona deservită.
Situat la o altitudine de 235 m, aeroportul dispune de 1 pistă.

## Infrastructură

### Piste
Aeroportul dispune de o singură pistă. Pista 16/34 are suprafața de asfalt. 